# Mistwalker
Mistwalker (jap. ミストウォーカー misutowōkā) – firma zajmująca się tworzeniem gier komputerowych. Założona w 2004 roku przez Hironobu Sakaguchi i Nobuo Uematsu.

## Historia
W roku 2001 logo i nazwa firmy zostały zarejestrowane jako znak towarowy. Obecnie powiązania finansowe firmy z Square Enix są niejasne. Prezesem firmy jest Hironobu Sakaguchi, wiceprezesem natomiast, twórca systemu PlayOnline - Kensuke Tanaka. W sierpniu 2004 roku ogłoszono rozpoczęcie prac nad nową grą RPG. W maju 2005 opublikowano tytuły projektowanych gier na konsolę Xbox 360 - Blue Dragon oraz Lost Odyssey. W grudniu tego samego roku, firma ogłosiła prace nad RPG akcji - Cry On. W październiku 2007 spod skrzydeł Mistwalker'a wyszło taktyczne RPG Ash -Archaic Sealed Heat- wydane na platformę Nintendo DS.

## Wydane tytuły

### Xbox 360
- Blue Dragon (RPG, w sprzedaży od 7 grudnia 2006; wydawca: Microsoft)
- Lost Odyssey (RPG, w sprzedaży od 6 grudnia 2007; wydawca: Microsoft)
- Cry On (RPG akcji, data wydania nieznana; wydawca: AQ Interactive)

### Nintendo DS
- Ash -Archaic Sealed Heat- (taktyczne RPG, w sprzedaży od 4 października 2007; wydawca: Nintendo)
- Blue Dragon Plus (RPG, w sprzedaży od 4 września 2008; wydawca: AQ Interactive)
- Away: Shuffle Dungeon (RPG, w sprzedaży od 16 października 2008; wydawca: AQ Interactive)